# Jakarta (gruppo musicale)
I Jakarta sono un gruppo musicale jugoslavo formatosi a Belgrado nel 1982.

## Storia del gruppo
Durante i primi anni di esistenza la band è soggetta a vari cambiamenti di formazione attorno al cantante Igor Popović e al chitarrista Jane Parđovski. Alla fine vengono scelti Rade Bulatović al basso, Miloš Petrović alla tastiera e Ivan Fece alla batteria. La band pubblica quindi il suo album di debutto nel 1984, intitolato Maske za dvoje, prodotto da Saša Habić. La band ottiene un discreto successo in Jugoslavia grazie alle hit Spiritus, Piromanija, Dama sa severa e Pozovi me.
Il loro secondo album, Bomba u grudima, viene registrato con il nuovo batterista Miroslav Karlović e prodotto da Habić. Pubblicato nel 1986, non ottiene però il successo mediatico del predecessore, e i Jakarta decidono di sciogliersi nel 1988.
Popović si ritira dalle scene, trasferendosi definitivamente in Italia. Petrović si unisce al gruppo Jazzy, per poi successivamente iniziare una carriera da solista come fa anche Bulatović, che diventerà uno dei musicisti più influenti nella scena jazz serba. Jane Parđovski decide di ritirarsi dalla carriera musicale. Il 3 giugno 2011 Parđovski è deceduto in seguito a uno scontro con un treno e la sua auto.
Nel 2014 la band torna in attività in seguito all'annuncio del cantante Igor Popović di voler pubblicare un nuovo album nel 2014. La notizia viene accompagnata dalla pubblicazione della prima raccolta di successi del gruppo, intitolata San je jak - Jakarta '82-'88.

## Discografia

### Album in studio
- 1984 – Maske za dvoje
- 1986 – Bomba u grudima

### Raccolte
- 2013 – San je jak - Jakarta '82-'88

### Singoli
- 1983 – Amerika/Put u bajano
- 1984 – Spiritus/Problem
- 1985 – Osvojiću svet